# Polyrhachis argentosa
Polyrhachis argentosa é uma espécie de formiga do gênero Polyrhachis, pertencente à subfamília Formicinae.
Ela se encontra na Austrália , especificamente em Queensland.